# Відокремлене визначення
Ѧ
Відокремлене визначення — це різновид неоднозначної граматичної конструкції, згідно з якою граматичне визначення може неправильно трактуватися або бути двозначним. Відокремлене визначення не має підмета взагалі. Наприклад, автор хоче змінити підмет, але використаний порядок слів означає, що визначення позначає взагалі додаток. Така двозначність може призвести до ненавмисного гумору або, у формальному контексті, до труднощів у розумінні.
Виправимо, наприклад, речення Повернувши за кут, з’явилась гарна будівля. Turning the corner, a handsome school building appeared. Конструкція "повернувши за кут" описує поведінку оповідача (або іншого спостерігача), але граматично вона може нічого не означати або відноситись до "гарної шкільної будівлі".
Те саме і у реченні: "У віці восьми років, моя сім’я нарешті купила собаку". At the age of eight, my family finally bought a dog. Визначення "У віці восьми років" відокремлюється, тому що воно не пов’язане із підметом у головній частині речення і може означати, що цей вік є віком сім'ї коли вони купили собаку. Це також може вказувати на вік собаки.

## Частини відокремленого визначення
Як правило, частина речення з визначенням зустрічається на початку або у кінці речення. Вона завжди приєднана до підмета головної частини речення: "Ідучі вниз по вулиці (дієприкметникова частина), чоловік (підмет) побачив гарні дерева (додаток)". Однак, коли у реченні підмет відсутній, або дієприкметникова частина приєднується до додатка, то частина з дієприкметниковим зворотом відноситься до повністю невідповідного іменника. Таким чином, він "відокремлюється", як в наступних реченнях:
Walking down Main Street, the trees were beautiful. Reaching the station, the sun came out.
Йдучи головною вулицею, дерева були красиві. Дійшовши до станції, з’явилось сонце.
У першому реченні допоміжна частина може з’явитися на позначенні «дерева», що виступає підметом у реченні. Однак, вона насправді позначає оповідача, про якого нічого не сказано.
У другому реченні допоміжна частина з’являється на позначенні «сонця», що також виступає підметом у реченні. Імовірно, є ще один підмет, що позначає людину, яка дійшла до станції і побачила сонце, що виходило. Але про підмет не йдеться у тексті, значення нечітке і, таким чином, подібне речення є неправильним у стандартній англійській мові.
У книзі "Елементи стилю" показано інші приклади з цієї теми.
I saw the trailer peeking through the window.
Імовірно, це означає, що людина зазирала у вікно. Але положення дієприкметникового звороту може викликати двозначність і означати, що причіп виконував цю дію. Речення можна переробити так: "Зазирнувши у вікно, я побачив причіп".
Аналогічно і в реченні: "Вона покинула кімнату, що палала". Дієслово "палала" описує дію, що відбувалася у кімнаті, а не як дію, яку виконувала "вона".
Струнк і Уайт називають ще один із прикладів "кумедним" ("незрозумілим концептом "): "Перебуваючи в напівзруйнованому стані, я зміг придбати будинок дуже дешево".
Автор, має на увазі, що будинок є напівзруйнований, але конструкція речення передає інше. Тому, читач може зрозуміти його неправильно. Начебто оповідач описує свій стан як "напівзруйнований".
Бернштейн пропонує ще один кумедний приклад: "Гуркочи вниз по колії на швидкості сімдесят миль на годину, нерухома автівка була збита потягом". "Roaring down the track at seventy miles an hour, the stalled car was smashed by the train." Допоміжна частина визначає "потяг". Тобто, це потяг, що гуркотів вниз по колії". Але підметом головної частини речення є "нерухома автівка". Письменник припускає, що нерухома автівка, яка взагалі не може рухатись, гуркоче вниз по колії. Речення може бути перероблено у зрозумілішій манері:
"Гуркочи вниз по колії на швидкості сімдесят миль на годину, потяг врізався у нерухому автівку". "Roaring down the track at seventy miles an hour, the train smashed the stalled car." Або: "Нерухома автівка була збита потягом, що гуркотів по колії на швидкості сімдесят миль на годину". "The stalled car was smashed by the train, roaring down the track at seventy miles an hour."
Фоллетт пропонує інший варіант: "Leaping to the saddle, his horse bolted."  Але хто заскочив до сідла? Швидше за все, вершник. Точно не кінь, на якому й було це сідло. На цьому прикладі бачимо, що іменників або займенників, які мають бути визначеними, у реченні немає.
Наведені приклади демонструють принцип відокремлених визначень. Фоллетт зазначає принцип: "Дієприкметниковий зворот на початку речення автоматично прикріплюється до підмета наступного дієслова. Це вимога для того, щоб письменник або зробив свій [граматичний] підмет узгодженим з дієприкметником, або відкинув дієприкметник до іншої конструкції. Струнк і Уайт висловлюються так: "Дієприкметниковий зворот на початку речення має відноситись до граматичного підмета".
Відокремлені звороти не варто плутати з частинами абсолютних конструкцій, які вважаються граматичними. Оскільки словосполучення в абсолютній конструкції не є семантично приєднаним до жодного окремого елемента речення, його легко сплутати з відокремленим дієприкметником. Різниця полягає в тому, що словосполучення-дієприкметник призначене для зміни певного іменника чи займенника, але замість цього помилково приєднується до іншого іменника, тоді як абсолютна конструкція не призначена для позначення іменника. Прикладом абсолютної конструкції є:
Погода гарна, ми плануємо сьогодні вийти на пляж.
The weather being beautiful, we plan to go to the beach today.

## Недієприкметникові визначення
Недієприкметникові визначення, що відокремлюються, також можуть викликати труднощі у розумінні:
Після багатьох років, загублених під купою пилу, Уолтер П. Стенлі третій пішов, знайшовши всі старі записи клубу Bangor Lions.
After years of being lost under a pile of dust, Walter P. Stanley, III, left, found all the old records of the Bangor Lions Club.
Вищенаведене речення з газетної статті говорить про те, що підметом є не записи, а Вальтер Стенлі, якого поховали під купою пилу. Саме прийменникова фраза "після багатьох років загублення під купою пилу" вважається відокремленою.
У фільмі "Мері Поппінс" Містер Доуес помирає від сміху, почувши наступний жарт:
"Я знаю чоловіка з дерев’яною ногою на ім'я Сміт". "А як звали його іншу ногу?"
"I know a man with a wooden leg called Smith." "What was the name of his other leg?"
У зв’язку з цим жартом, фраза "званий Сміт" означає, що саме нога, а не людина, названа Смітом.
Ще один відомий приклад цього жартівливого ефекту — Граучо Маркс у ролі капітана Джефрі Т. Сполдінг у фільмі 1930 року «Знищувачі тварин»:
"Одного ранку я застрелив слона у власній піжамі. Як він потрапив у мою піжаму, я ніколи не дізнаюся".
One morning I shot an elephant in my pajamas. How he got into my pajamas I'll never know.
Хоча, за найбільш правдоподібної інтерпретації першого речення, капітан Сполдінг міг би бути вдягненим у піжаму.
Струк і Уайт пропонують такий приклад: "Як мати п'ятьох, та ще з одним на підході, моя прасувальна дошка завжди зі мною". "As a mother of five, and with another on the way, my ironing board is always up." Чи є прасувальна дошка (граматичний підмет) справді мамою п’ятьох? Менш неоднозначне (з визначеним артиклем): "As the mother of five, and with another on the way, I always keep my ironing board up."  Або: "My ironing board is always up, because I am a mother of five, with another on the way."

## Визначення, що відображають настрій чи ставлення оповідача
Дієприкметникові визначення іноді описують ставлення або настрій оповідача, навіть якщо сам оповідач не є частиною речення. Деякі такі визначення є стандартними і не вважаються відокремленими: "Говорячи про [тему]" та "Віруючи у те, що це поставить речі в перспективу". Такі фрази-зв’язки зазвичай використовуються для переходу від однієї теми до іншої.

### Використання "hopefully"
Починаючи з 1960-х рр. виникає суперечка щодо правильного використання прислівника hopefully. Деякі граматики виступають проти використання конструкцій, таких як "Сподіваємось, завтра світитиме сонце" ("Hopefully, the sun will be shining tomorrow.") Нерозуміння в англійській мові полягає в тому, що "hopefully" розглядають як спосіб, завдяки якому світитиме сонце. Для того, щоб змінити ціле речення, щоб передати думки мовця, «сподіваємось» слід перенести на кінець речення: "Сонце світитиме, сподіваємось".
"Hopefully", що використовується таким чином, є модальним словом (порівняйте з "admittedly", "mercifully", "oddly"). Модальні слова (прислівники речень) корисні в розмовному мовленні для можливості скорочення. Жодне інше окреме слово англійської мови цієї думки не виражає.
Прислівникові конструкції "шкода що..." або "на щастя, що ..." було скорочено до прислівників "на жаль" або "на щастя". Білл Брайсон каже: "Письменники, які скрупульозно уникають "з надією" у подібних конструкціях, не соромляться використовувати хоча б десяток інших слів — "мабуть",  "щасливо", "сумно", "милосердно", "на щастя" і так далі, що мають ідентичне значення.
Словник Мерріам-Вебстер дає інструкцію про використання "на щастя"; редактори зазначають, що суперечливий сенс цього слова припадає на початок 18 століття і широко застосовується з 1930-х років. Заперечення проти цього сенсу цього слова, як вони констатують, набуло широкого поширення лише в 1960-х роках. Редакція стверджує, що це використання "цілком стандартне".
І все ж вибір "regrettably" є додатковою проблемою. Обираючи між "regrettably" і "regretfully", останнє не слід використовувати як прислівник у реченні, воно має стосуватися теми речення.